# AM-630
AM-630 (6-Jodopravadolin) je lek koji deluje kao potentan i selektivan inverzni agonist za kanabinoidni receptor CB2, sa  od 32,1 nM na CB2 i 165x selektivnošću u odnosu na CB1, na kome deluje kao slab parcijalni agonist. On se koristi u istraživanju CB2 posredovanih responsa i korišten je za istraživanje moguće uloge CB2 receptora u mozgu. AM-630 je značajan kao jedan od prvih indolnih kanabinoidnih liganda supstituisanih na 6-poziciji indolnog prstena, za koju je naknadno utvrđena da je važna u određivanju afiniteta i efikasnosti na CB1 i CB2 receptorima. To je dovelo do razvoja znatnog broja srodnih jedinjenja.